# Eriocaulon decemflorum
Eriocaulon decemflorum är en gräsväxtart som beskrevs av Carl Maximowicz. Eriocaulon decemflorum ingår i släktet Eriocaulon och familjen Eriocaulaceae. Inga underarter finns listade i Catalogue of Life.